# Hacker
Een hacker verwijst vaak naar een persoon die binnendringt in een computernetwerk door de beveiliging te omzeilen (soms ook wel kraker of cracker genoemd), maar in de originele betekenis kan het ook verwijzen naar iemand die bestaande middelen gebruikt voor oplossingen te vinden voor problemen waarvoor dat middel niet oorspronkelijk bedoeld was, zoals deelnemers van een hackathon of door gebruik van life hacks. 
Hacken gebeurt dus niet altijd met de bedoeling om zich illegaal informatie toe te eigenen, maar bijvoorbeeld ook om aan te tonen dat het netwerk onvoldoende beveiligd is. Er zijn ook hackers met criminele bedoelingen (black hats); voor velen is het echter een sport om beveiligde netwerken te kraken en waar mogelijk op een ethische wijze te melden (ethische hacker).

## Omschrijving
In bepaalde technisch georiënteerde subculturen is een hacker een persoon die geniet van de intellectuele uitdaging om op een creatieve en onorthodoxe manier aan technische beperkingen te ontsnappen; bijvoorbeeld een goede programmeur. In deze subculturen wordt het gebruik van de woorden hacker en hacken door en voor computerinbrekers als misbruik van de term gezien; zij worden crackers, krakers of script kiddies genoemd. Script kiddies worden veelal gezien als nephackers, omdat zij de code van internet af kopiëren.
In het bijzonder wordt het woord hacker gebruikt in volgende betekenissen:
- Iemand die een programmeertaal of -omgeving zo goed kent dat hij/zij zonder zichtbare moeite een programma kan schrijven.
- Iemand die onconventionele maar adequate oplossingen bedenkt tegen lekken, fouten en problemen van andere aard met behulp van beschikbare middelen.
- Iemand die tracht om op (illegale) manieren een computersysteem binnen te dringen teneinde een beveiligingsprobleem te kunnen aantonen en indien mogelijk te verhelpen.

In deze laatste betekenis hebben hackers vaak een negatieve bijklank. Sommige hackers houden zich niet aan de hackersethiek, hebben geen respect voor andere mensen en hacken met de intentie informatie bloot te leggen. Daarmee beïnvloeden ze de publieke opinie om aanhangers te winnen voor bepaalde opvattingen of standpunten. Een voorbeeld hiervan is het hacken van webcams: stiekem meegluren, beeldmateriaal verzamelen en verspreiden. Er wordt door sommigen zelfs van "terrorisme" gesproken. Er zijn inderdaad crackers die in de binnengedrongen systemen schade aanrichten, zich toegang verschaffen tot vertrouwelijke informatie of gekraakte systemen gebruiken voor illegale software en/of media. Een hacker zal de eigenaar van het systeem adviseren het systeem veiliger te maken en meestal wordt ook meteen aangegeven op welke manieren dat zou kunnen, zodat het systeem beter beschermd is tegen crackers.
Onder (vooral academische) computerprogrammeurs kan een hacker ook een programmeur zijn die met werkende maar onelegante oplossingen voor programmeerproblemen komt. In deze zin is het woord hacker in eerste instantie afkeurend bedoeld. Het werkwoord hacken wordt ook wel gebruikt voor het "handwerk" van het programmeren, bijvoorbeeld het optimaliseren (tweaken) van een programma, dit in tegenstelling tot het "hoofdwerk", het ontwerpen van het programma.

## Verschil tussen hackers en crackers

De glider, het symbool voor hacker

Binnen de hackersgemeenschap wordt wel onderscheid gemaakt tussen hackers en crackers. Een veelgenoemd verschil tussen hackers en crackers is dat hackers hun handelingen vaak verrichten als uiting van constructieve creativiteit ("voor de kunst van het bouwen") of als goedbedoelde handelingen (zoeken naar veiligheidslekken om deze later te kunnen dichten). Soms huren bedrijven hackers in om de beveiliging van hun systemen te testen. Crackers handelen uit crimineel, ideologisch of vernielzuchtig oogpunt.
Hackers zelf noemen degenen die uit criminele oogmerken een systeem "kraken" ook wel black-hat hackers. Zelf noemen ze zich white-hat hackers, analoog aan cowboyfilms waarin de "kwaden" zwarte hoeden droegen en de "goeden" witte hoeden. Ook zijn er grey-hat hackers, een kruising tussen crackers en hackers.
Het komt voor dat crackers hun activiteiten proberen te verbergen door zich als hacker voor te doen.
Hackers hebben ook normen, de zogenaamde hackersethiek. Deze is terug te vinden in de indeling "black-hat/grey-hat/white-hat hackers". Ook is het zo dat een hacker in de wereld van de hackers status kan verwerven door zijn of haar kennis te delen met anderen. Dit doet men door opensourcesoftware te schrijven en hun kennis te delen.
Woordenboeken maken geen onderscheid tussen 'goede' en 'kwade' hackers. Zo omschrijft de Van Dale een hacker als: "iemand die inbreekt in een computer om gegevens te achterhalen of te wijzigen, meestal met het doel de zwakke plekken aan te tonen". Het Amerikaanse woordenboek Merriam-Webster definieert de term als: a person who illegally gains access to and sometimes tampers with information in a computer system.

## Hacktivisten
Maatschappelijke onrechtvaardigheid, wederrechtelijke repressie door dictatoriale regimes, het verdedigen van de mensenrechten en bijvoorbeeld specifiek ieders recht op (online) 
privacy, vormen veelal de aanzet tot hacktivisme. 

## Staatshackers
Ook autoriteiten kunnen hacken.

### Nederland
In Nederland is de wet Computercriminaliteit III (ook wel 'terughackwet') van Opstelten daar een voorbeeld van. De wet, die 26 juni 2018 door de Eerste Kamer is goedgekeurd, is bedoeld om computercriminaliteit te bestrijden en geeft de overheid onder meer de mogelijkheid heimelijk te hacken. Nadat is binnengedrongen in een computernetwerk kunnen onder andere gegevens worden vastgelegd, kan observatie worden uitgevoerd, worden afgeluisterd en gegevens ontoegankelijk worden gemaakt. Software kan bijvoorbeeld toetsaanslagen vastleggen, screenshots maken, microfoon/camera/gps-functionaliteit aanzetten. De hackbevoegdheid heeft betrekking op alle geautomatiseerde zaken, zoals laptops, pc's, smartphones, en Internet of Things-apparaten van verdachten zoals slimme meters, auto's of medische apparatuur. De hackbevoegdheid kan ook over de grens worden gebruikt, indien de verdachte of het bewijs niet te lokaliseren is. Nadat bewijs of verdachte gevonden is, wordt de betrokken staat geïnformeerd. 
Ook vergroot de wet de mogelijkheid van de overheid een IP-adres te blokkeren en actief internetfiltering toe te passen. De hackbevoegdheid mag worden ingezet voor verstoringsdoeleinden. Dit is bijvoorbeeld het onklaar maken van een netwerk van geïnfecteerde computers (botnets), of het onbereikbaar maken van kinderporno. Dit kan ook landsgrensoverschrijdende effecten hebben. De hackbevoegdheid mag alleen worden toegepast bij verdenking van criminaliteit. De AIVD heeft hackers in dienst.

### Andere landen
In de Verenigde Staten geeft de Rule 41-warrant de staat ruimte voor digitale opsporing over de landsgrenzen heen. Ook van onder meer Iran, Noord-Korea en Rusland is bekend dat zij hackactiviteiten uitvoeren. De Russen mengden zich onder meer met behulp van hackers in de Amerikaanse presidentsverkiezingen in 2016.